# Parafia bł. Karoliny Kózkówny w Tarnowie
Parafia bł. Karoliny Kózkówny w Tarnowie – parafia rzymskokatolicka w Tarnowie, w diecezji tarnowskiej w dekanacie Tarnów Wschód.

## Historia
Parafia została erygowana 16 lipca 1993 roku jako parafia pw. bł. Karoliny w Tarnowie. We wrześniu tego samego roku do nowej parafii skierowano (dwóch) pierwszych księży wikariuszy. Starania o budowę nowego kościoła i powołania nowej parafii zaczęły się na początku lat 80. Tarnowskie osiedla się rozrastały więc podjęto decyzję o budowie kościoła. Ówczesny proboszcz parafii Najświętszego Serca Pana Jezusa w Tarnowie ks. infułat Stefan Dobrzański, rozpoczął działania zmierzające do powstania nowej świątyni dla przyszłych mieszkańców osiedli zlokalizowanych w północnej części miasta. Pracę budowlane rozpoczęto jeszcze przed powołaniem parafii (po pozwolenie na budowę) w 1983 r.

## Proboszczowie
- ks. prałat Stanisław Dutka -  od kwietnia 1992 r. - 12 sierpnia 2023[2]
- ks. dr Andrzej Romanowski - od 12 sierpnia 2023 - 16 grudnia 2023
- ks. dr Adam Sroka - od 16 grudnia 2023 - obecny proboszcz[3]

Kapłani - budowniczy kościoła bł. Karoliny:
- ks. infułat Stefan Dobrzański, 1947 - 1999
- ks. prałat Stanisław Dutka, 1992 - 2023